# Desa Plumpungrejo (administrativ by i Indonesien, lat -7,60, long 111,65)
Desa Plumpungrejo är en administrativ by i Indonesien.   Den ligger i provinsen Jawa Timur, i den västra delen av landet, 600 km öster om huvudstaden Jakarta.